# Brisbane International 2017 - Qualificazioni singolare femminile
Le qualificazioni del singolare del Brisbane International 2017 sono state un torneo di tennis preliminare per accedere alla fase finale della manifestazione. Le vincitrici dell'ultimo turno sono entrate di diritto nel tabellone principale. In caso di ritiro di una o più giocatrici aventi diritto a queste sono subentrate le lucky loser, ossia le giocatrici che hanno perso nell'ultimo turno ma che avevano una classifica più alta rispetto alle altre partecipanti che avevano comunque perso nel turno finale.

## Teste di serie
1. Kateryna Bondarenko (ultimo turno, lucky loser)
2. Océane Dodin (primo turno)
3. Hsieh Su-wei (primo turno)
4. Carina Witthöft (ultimo turno)

1. Irina Falconi (primo turno)
2. Kateryna Kozlova (ultimo turno)
3. Francesca Schiavone (ultimo turno)
4. Samantha Crawford (primo turno)

## Qualificate
1. Asia Muhammad
2. Aleksandra Krunić

1. Bethanie Mattek-Sands
2. Destanee Aiava

### Lucky loser
1. Kateryna Bondarenko

## Tabellone

### Legenda
| - Q = Qualificato - WC = Wild card - LL = Lucky loser | - ALT = Alternate - SE = Special Exempt - PR = Protected Ranking | - w/o = Walkover - r = Ritirato - d = Squalificato |

### Sezione 1
|  | Primo turno      | Primo turno          | Primo turno          | Primo turno | Primo turno |  |  | Secondo turno        | Secondo turno        | Secondo turno        | Secondo turno | Secondo turno |   |   | Ultimo turno | Ultimo turno        | Ultimo turno | Ultimo turno | Ultimo turno |  |
|  |                  |                      |                      |             |             |  |  |                      |                      |                      |               |               |   |   |              |                     |              |              |              |  |
|  | 1                | Kateryna Bondarenko  | 7                    | 4           | 7           |  |  |                      |                      |                      |               |               |   |   |              |                     |              |              |              |  |
|  |                  | Rebecca Šramková     | 5                    | 6           | 6           |  |  | 1                    | Kateryna Bondarenko  | Kateryna Bondarenko  | 6             | 7             |   |   |              |                     |              |              |              |  |
|  | Viktoriya Tomova | Viktoriya Tomova     | 1                    | 6           | 4           |  |  |                      | Elica Kostova        | Elica Kostova        | 1             | 5             |   |   |              |                     |              |              |              |  |
|  | Elica Kostova    | Elica Kostova        | 6                    | 3           | 6           |  |  |                      |                      |                      |               |               |   |   | 1            | Kateryna Bondarenko | 4            | 6            | 1            |  |
|  | WC               | Jaimee Fourlis       | Jaimee Fourlis       | 4           | 4           |  |  |                      |                      |                      | Asia Muhammad | 6             | 0 | 6 |              |                     |              |              |              |  |
|  |                  | Asia Muhammad        | Asia Muhammad        | 6           | 6           |  |  | Asia Muhammad        | Asia Muhammad        | Asia Muhammad        | 6             | 7             |   |   |              |                     |              |              |              |  |
|  |                  | Aljaksandra Sasnovič | Aljaksandra Sasnovič | 7           | 6           |  |  | Aljaksandra Sasnovič | Aljaksandra Sasnovič | Aljaksandra Sasnovič | 3             | 65            |   |   |              |                     |              |              |              |  |
|  | 5                | Irina Falconi        | Irina Falconi        | 5           | 4           |  |  |                      |                      |                      |               |               |   |   |              |                     |              |              |              |  |

### Sezione 2
|  | Primo turno     | Primo turno         | Primo turno       | Primo turno | Primo turno |  |  | Secondo turno     | Secondo turno       | Secondo turno     | Secondo turno       | Secondo turno       |   |   | Ultimo turno | Ultimo turno      | Ultimo turno      | Ultimo turno | Ultimo turno |  |
|  |                 |                     |                   |             |             |  |  |                   |                     |                   |                     |                     |   |   |              |                   |                   |              |              |  |
|  | 2               | Océane Dodin        | Océane Dodin      | 5           | 5           |  |  |                   |                     |                   |                     |                     |   |   |              |                   |                   |              |              |  |
|  |                 | Aleksandra Krunić   | Aleksandra Krunić | 7           | 7           |  |  | Aleksandra Krunić | Aleksandra Krunić   | Aleksandra Krunić | 6                   | 7                   |   |   |              |                   |                   |              |              |  |
|  | Lizette Cabrera | Lizette Cabrera     | 4                 | 6           | 6           |  |  | Lizette Cabrera   | Lizette Cabrera     | Lizette Cabrera   | 4                   | 5                   |   |   |              |                   |                   |              |              |  |
|  | Julia Boserup   | Julia Boserup       | 6                 | 1           | 0           |  |  |                   |                     |                   |                     |                     |   |   |              | Aleksandra Krunić | Aleksandra Krunić | 6            | 6            |  |
|  | Jennifer Brady  | Jennifer Brady      | Jennifer Brady    | 6           | 6           |  |  |                   |                     | 7                 | Francesca Schiavone | Francesca Schiavone | 1 | 2 |              |                   |                   |              |              |  |
|  | Elise Mertens   | Elise Mertens       | Elise Mertens     | 2           | 3           |  |  |                   | Jennifer Brady      | 4                 | 7                   | 3                   |   |   |              |                   |                   |              |              |  |
|  | PR              | Ayumi Morita        | 65                | 0           | r           |  |  | 7                 | Francesca Schiavone | 6                 | 6                   | 6                   |   |   |              |                   |                   |              |              |  |
|  | 7               | Francesca Schiavone | 7                 | 2           |             |  |  |                   |                     |                   |                     |                     |   |   |              |                   |                   |              |              |  |

### Sezione 3
|  | Primo turno           | Primo turno           | Primo turno           | Primo turno | Primo turno |  |  | Secondo turno         | Secondo turno         | Secondo turno         | Secondo turno    | Secondo turno |   |   | Ultimo turno | Ultimo turno          | Ultimo turno | Ultimo turno | Ultimo turno |  |
|  |                       |                       |                       |             |             |  |  |                       |                       |                       |                  |               |   |   |              |                       |              |              |              |  |
|  | 3                     | Hsieh Su-wei          | 3                     | 7           | 5           |  |  |                       |                       |                       |                  |               |   |   |              |                       |              |              |              |  |
|  |                       | Barbara Haas          | 6                     | 5           | 7           |  |  | Barbara Haas          | Barbara Haas          | Barbara Haas          | 3                | 2             |   |   |              |                       |              |              |              |  |
|  | Bethanie Mattek-Sands | Bethanie Mattek-Sands | Bethanie Mattek-Sands | 6           | 6           |  |  | Bethanie Mattek-Sands | Bethanie Mattek-Sands | Bethanie Mattek-Sands | 6                | 6             |   |   |              |                       |              |              |              |  |
|  | Jang Su-jeong         | Jang Su-jeong         | Jang Su-jeong         | 1           | 3           |  |  |                       |                       |                       |                  |               |   |   |              | Bethanie Mattek-Sands | 6            | 4            | 6            |  |
|  | PR                    | Ksenija Pervak        | 6                     | 3           | 2           |  |  |                       |                       | 6                     | Kateryna Kozlova | 3             | 6 | 2 |              |                       |              |              |              |  |
|  |                       | Sachia Vickery        | 2                     | 6           | 6           |  |  |                       | Sachia Vickery        | Sachia Vickery        | 3                | 1             |   |   |              |                       |              |              |              |  |
|  | WC                    | Sara Tomic            | Sara Tomic            | 4           | 4           |  |  | 6                     | Kateryna Kozlova      | Kateryna Kozlova      | 6                | 6             |   |   |              |                       |              |              |              |  |
|  | 6                     | Kateryna Kozlova      | Kateryna Kozlova      | 6           | 6           |  |  |                       |                       |                       |                  |               |   |   |              |                       |              |              |              |  |

### Sezione 4
|  | Primo turno                 | Primo turno                 | Primo turno          | Primo turno | Primo turno |  |  | Secondo turno | Secondo turno               | Secondo turno               | Secondo turno  | Secondo turno  |   |   | Ultimo turno | Ultimo turno    | Ultimo turno    | Ultimo turno | Ultimo turno |  |
|  |                             |                             |                      |             |             |  |  |               |                             |                             |                |                |   |   |              |                 |                 |              |              |  |
|  | 4                           | Carina Witthöft             | 3                    | 6           | 6           |  |  |               |                             |                             |                |                |   |   |              |                 |                 |              |              |  |
|  | PR                          | Jana Fett                   | 6                    | 3           | 3           |  |  | 4             | Carina Witthöft             | 4                           | 6              | 4              |   |   |              |                 |                 |              |              |  |
|  | WC                          | Naiktha Bains               | Naiktha Bains        | 64          | 3           |  |  |               | Anastasija Rodionova        | 6                           | 1              | 0r             |   |   |              |                 |                 |              |              |  |
|  |                             | Anastasija Rodionova        | Anastasija Rodionova | 7           | 6           |  |  |               |                             |                             |                |                |   |   | 4            | Carina Witthöft | Carina Witthöft | 1            | 1            |  |
|  | Zuzana Zlochová             | Zuzana Zlochová             | 3                    | 7           | 5           |  |  |               |                             | WC                          | Destanee Aiava | Destanee Aiava | 6 | 6 |              |                 |                 |              |              |  |
|  | María José Martínez Sánchez | María José Martínez Sánchez | 6                    | 5           | 7           |  |  |               | María José Martínez Sánchez | María José Martínez Sánchez | 2              | 0              |   |   |              |                 |                 |              |              |  |
|  | WC                          | Destanee Aiava              | Destanee Aiava       | 6           | 6           |  |  | WC            | Destanee Aiava              | Destanee Aiava              | 6              | 6              |   |   |              |                 |                 |              |              |  |
|  | 8                           | Samantha Crawford           | Samantha Crawford    | 0           | 4           |  |  |               |                             |                             |                |                |   |   |              |                 |                 |              |              |  |